# Team Stronach Niederösterreich
| Team Stronach Niederösterreich | Team Stronach Niederösterreich  |
| ------------------------------ | ------------------------------- |
|                                |                                 |
|                                |                                 |
| Basisdaten                     |                                 |
| Landesobfrau:                  | Renate Krüger-Fischer           |
| Landesgeschäftsführerin:       | Renate Krüger-Fischer           |
| Hauptsitz:                     | Rathausplatz 5, 3100 St. Pölten |
| Mitglieder:                    |                                 |
| Website:                       | Team Stronach Niederösterreich  |

Team Stronach Niederösterreich war die Landesorganisation des Team Stronach im Bundesland Niederösterreich.

## Geschichte
Bei der Landtagswahl in Niederösterreich 2013 als Wahlpartei „Liste FRANK“ angetreten, erzielte die Partei 9,84 % der abgegebenen Stimmen und zog mit fünf Mandaten in den Landtag von Niederösterreich ein. Damit war das Team Stronach Niederösterreich zusammen mit dem Team Stronach Kärnten, das bei der ebenfalls am 20. März 2013 stattfindenden Landtagswahl in Kärnten 2013 11,18 % der abgegebenen Stimmen erzielte, nicht nur eine der beiden ersten Landesorganisationen des Team Stronach, die bei Wahlen antraten, sondern auch eine der beiden ersten Landesorganisationen der Partei, die in einen österreichischen Landtag gewählt wurden.
Renate Heiser-Fischer löste im Oktober 2013 Elisabeth Kaufmann-Bruckberger als Landesparteiobfrau ab.
Ende November 2013 wurden Landesrätin Elisabeth Kaufmann-Bruckberger und Klubobmann Ernest Gabmann junior aufgrund „parteischädigenden Verhaltens“ aus der Partei ausgeschlossen. Die beiden gründeten daraufhin das Team NÖ, dem sich auch Walter Naderer, Gabriele Gimborn und Herbert Machacek anschlossen. Gabmann schloss nicht aus, unter diesem Namen auch eine eigene Partei zu gründen. Er bleibt aber auch weiterhin Klubobmann der Liste FRANK.
Die Liste FRANK spaltete sich im April 2015  weiter auf, als Walter Naderer das Team NÖ verließ und fraktionsloser Abgeordneter wurde.
Die Auflösung der Partei wurde für den Tag der konstituierenden Sitzung des Landtages nach der Wahl im Jänner 2018 beschlossen.
Die Landesorganisation musste knapp zwei Millionen Euro an die Bundesorganisation zahlen, damit diese noch offene Darlehen von Parteigründer Frank Stronach bedienen konnte. Die zuletzt noch übrigen Finanzmittel des Team Stronach Niederösterreich müssen sozialen Zwecken zugeführt werden.